# 1790년대
1790년대는 1790년부터 1799년까지를 가리킨다.